# Tom Arnold (acteur)
Pour les articles homonymes, voir Tom Arnold et Arnold.
Tom Arnold est un acteur, producteur et humoriste américain né le 6 mars 1959 à Ottumwa (Iowa).

## Filmographie

### Comme acteur

#### Cinéma
- 1991 : La Fin de Freddy : L'Ultime Cauchemar (Freddy's Dead: The Final Nightmare) : Childless Man
- 1992 : Héros malgré lui (Hero) de Stephen Frears : Chick, Bartender
- 1993 : Coneheads de Steve Barron : Golfer
- 1993 : Pas de vacances pour les Blues (Undercover Blues) d'Herbert Ross : Vern Newman
- 1994 : True Lies : Albert 'Gib' Gibson
- 1995 : Neuf mois aussi (Nine Months) : Marty Dwyer
- 1996 : Une folle équipée d'Arthur Hiller : Franklin Laszlo
- 1996 : The Stupids : Stanley Stupid
- 1996 : Le Souffre-douleur (Big Bully) : Rosco Bigger (Fang)
- 1997 : Touch de Paul Schrader : August Murray
- 1997 : McHale's Navy : Lt. Cmdr. Quinton McHale
- 1997 : Austin Powers (Austin Powers: International Man of Mystery) : Cowboy
- 1997 : Hacks : Danny
- 1998 : Golf Punks : Al Oliver
- 1998 : Buster and Chauncey's Silent Night (vidéo) : Voix additionnelles (voix)
- 1998 : Welcome to Hollywood d'Adam Rifkin et Tony Markes : Lui-même
- 1999 : Just Sue Me : Barbuto
- 1999 : Blue Ridge Fall : Walter
- 2000 : Animal Factory : Buck Rowan
- 2000 : Civility : Marty
- 2000 : Scary Scream Movie (Shriek If You Know What I Did Last Friday the Thirteenth) (vidéo) : Deputy Doughy Primesuspekt / Harding
- 2001 : Hors limites (Exit Wounds) : Henry Wayne
- 2001 : Lloyd : Tom Zeebo
- 2001 : Tempête de feu (Ablaze) : Wendell Mays
- 2002 : Hansel and Gretel (en) de Gary J. Tunnicliffe (en) : Boogeyman (voix)
- 2002 : Children On Their Birthdays : Lionel Quince
- 2003 : Manhood : Dr. Levanthal
- 2003 : En sursis (Cradle 2 the Grave) : Archie
- 2003 : Sexe, Lycée et Vidéo (After School Special) : Mr Lewis
- 2003 : Dickie Roberts, ex enfant star : Lui-même
- 2003 : Just for Kicks : Presscott
- 2004 : Soul Plane : Mr Hunkee
- 2005 : Happy Endings : Frank McKee
- 2005 : The Kid and I : Bill Williams
- 2009 : Mister Showman : Lui-même
- 2011 : Beethoven sauve Noël (Beethoven's Christmas Adventure) de John Putch : Beethoven (voix)
- 2011 : Blonde Movie : Le père
- 2012 : Hit and Run de Dax Shepard : Randy, le marshal
- 2014 : The Curse of Downers Grove de Derick Martini : Charlie
- 2015 : Christmas Trade de Joel Souza : Gus
- 2017 : Maximum Impact de Andrzej Bartkowiak : Agent Barnes
- 2017 : L'Attaque des fourmis géantes de Ron Carlson : Danny
- 2021 : Christmas Thieves de Francesco Cinquemani : Frank
- 2021 : The Christmas Witch de Francesco Cinquemani : Frank
- 2021 : High Holiday de Brian Herzlinger : Greg Corksey

#### Télévision

##### Séries télévisées
- 1989-1992 : Roseanne : Arnie Thomas
- 1992 : Rosey and Buddy Show : Buddy (voix)
- 1992 : Campus Show : Looting Husband
- 1992-1993 : The Jackie Thomas Show : Jackie Thomas
- 1993 : The Larry Sanders Show : Tom Arnold
- 1994 : Tom : Tom Graham
- 1994 : Hôpital central : Billy 'Baggs' Boggs
- 1996 : High Society : Chuck Rooney / Nancy Garver Hill
- 1996 : Salut les frangins : Jack
- 1996 : Malcolm & Eddie : Tom Devanney
- 1997 : Une fille à scandales : Lui-même
- 1997-1998 : The Tom Show : Tom Amross
- 1998 : Hercule (Hercules) : Cupid (voix)
- 1998 : L.A. Docs : Lui-même
- 1999 : Les Simpson : Tom Arnold (voix)
- 1999 : The Norm Show : Andrew
- 1999 : Les Dessous de Veronica : Chris
- 2000 : Happily Ever After: Fairy Tales for Every Child : Rip Van Winkle
- 2000 : V.I.P. : Bernie Mellon
- 2000 : La Famille Green : Jason Eckhart
- 2000 : Movie Stars : Lui-même
- 2000 : Alerte à Malibu : Al Raymond
- 2001 : The New Gong Show : Host
- 2001 : Au-delà du réel : L'aventure continue : Jerry Miller
- 2001 : Arliss
- 2001 : Mes parrains sont magiques : Corporate Santa (voix)
- 2002 : The Agency : Andrew Morland - President's Stepbrother
- 2003 : Les Rois du Texas : Norm Glidewell (voix)
- 2003 : Odd Job Jack : William Swillberger III
- 2003 : Amy : Jay Rollins
- 2004 : La star de la famille : Bob Thompson
- 2004 : According to Jim : Max
- 2007 : New York, section criminelle (Law and Order: Criminal Intent) : Calvin Riggins
- 2008 : Hollywood Residential : Tom
- 2008 : Dirt : Jimmy Darby
- 2008 : Supreme Court of Comedy : Lawyer
- 2008 : Overkill : Robert
- 2008-2009 : Les Remplaçants : Tony Zeal
- 2009 : Heckle U : Oncle Lou
- 2009 : Urgences : The Big Kahuna
- 2009 : Merrime.com : Mr Weisman
- 2009-2011 : Sons of Anarchy : Georgie Caruso
- 2010 : Morning Prayer with Skott and Behr : Forrest Gump (2010) (voix)
- 2011 : Can't Wait for the Movies: Super 8
- 2011 : Nite Tales: The Series
- 2008-2012 : Easy to Assemble : Lui-même
- 2010-2012 : Funny or Die Presents... : Forest Gump (voix) / Nate Tyler
- 2012 : Hawaii 5-0 : Ron Alberts
- 2012 : Cinerockom : Self on Video
- 2013 : Hot in Cleveland : Danny
- 2013 : The First Family : Vice President Arthur Crandall
- 2014 : Psych : Enquêteur malgré lui : Garth Mathers
- 2015 : Sin City Saints : Kevin Freeman
- 2015 : Workaholics : George
- 2016 : Childrens Hospital : Lui-même
- 2016 : Trailer Park Boys : Lui-même
- 2016-2019 : NCIS : Nouvelle-Orléans : Elvis Bertrand
- 2018 : Aussie Girl : Dad
- 2020 : Finding Love in Quarantine : Steve (Boss)
- 2020 : The World's Funniest Animals : Guest Star
- 2022 : The Rookie: Feds
- 2023 : True Lies : Arnie Orwig

##### Téléfilms
- 1987 : The Roseanne Barr Show (en) (TV) : Husband Tom
- 1991 : Les Mamas en délire (Backfield in Motion) : Howard Peterman
- 1993 : The Woman Who Loved Elvis : Jack Jackson
- 1993 : Petits cauchemars avant la nuit (Body Bags) : Morgue Worker #1 (segment "The Morgue")
- 1999 : Jackie's Back! : Marvin Pritz (Jackie's Former Manager)
- 2000 : Bar Hopping (en) : Eddie
- 2001 : Romantic Comedy 101 : James Ford
- 2002 : Dennis the Menace in Cruise Control : Mr George Wilson (voix)
- 2004 : International Rock Paper Scissors World Championships (TV) : Host
- 2005 : À la poursuite de Noël (Chasing Christmas) : Jack Cameron
- 2005 : Three Wise Guys : Murray
- 2008 : La Ville du Père Noël (Moonlight and Mistletoe) : Nick
- 2008 : Romance de Noël (A Christmas Proposal) : Malone
- 2010 : Kill Speed : Rhaynes
- 2011 : Un mariage en cadeau (A Christmas Wedding Tail) : Pat
- 2011 : Other People's Kids : Les
- 2012 : Fred 3: Camp Fred : Floyd Spunkmeyer
- 2019 : La chasse au trésor de Noël (Christmas Scavenger Hunt) de Marita Grabiak : Carl Phillips

### comme producteur
- 1988 : Roseanne (série TV)
- 1992 : The Jackie Thomas Show (série TV)
- 1993 : The Woman Who Loved Elvis (TV)
- 1994 : Tom (série TV)
- 1997 : McHale's Navy: y a-t-il un commandant à bord? (McHale's Navy)
- 1997 : The Tom Show (série TV)
- 1998 : Floating Away
- 2005 : Road Kill
- 2005 : The Kid & I

### comme scénariste
- 1988 : Roseanne (série TV)
- 1992 : The Jackie Thomas Show (série TV)
- 2005 : The Kid & I

### comme candidat
- 2017 : I'm a Celebrity… Get Me Out of Here! Australia (télé réalité, saison 3)